# Hrib (Čabar)
Pour les articles homonymes, voir Hrib.
Hrib est une localité de Croatie située dans la municipalité de Čabar, dans le comitat de Primorje-Gorski Kotar. En 2001, la localité comptait 130 habitants.

## Démographie
| 1948 | 1953 | 1961 | 1971 | 1981 | 1991 | 2001 |
| ---- | ---- | ---- | ---- | ---- | ---- | ---- |
| 391  | 388  | 340  | 305  | 233  | 165  | 130  |